# Eiskunstlauf-Europameisterschaften 1975
Die 67. Eiskunstlauf-Europameisterschaften fanden vom 28. Januar bis 2. Februar 1975 in Kopenhagen statt.

## Ergebnisse

### Herren
| Platz | Sportler               | Land                   |
| ----- | ---------------------- | ---------------------- |
| 1     | Wladimir Kowaljow      | Sowjetunion            |
| 2     | John Curry             | Vereinigtes Königreich |
| 3     | Juri Owtschinnikow     | Sowjetunion            |
| 4     | Sergei Wolkow          | Sowjetunion            |
| 5     | László Vajda           | Ungarn                 |
| 6     | Zdeněk Pazdírek        | Tschechoslowakei       |
| 7     | Bernd Wunderlich       | DDR                    |
| 8     | Hermann Schulz         | DDR                    |
| 9     | Didier Gailhaguet      | Frankreich             |
| 10    | Ronald Koppelent       | Österreich             |
| 11    | Robin Cousins          | Vereinigtes Königreich |
| 12    | Pekka Leskinen         | Finnland               |
| 13    | Erich Reifschneider    | BR Deutschland         |
| 14    | Miroslav Šoška         | Tschechoslowakei       |
| 15    | Jacek Tascher          | Polen                  |
| 16    | Jean-Christophe Simond | Frankreich             |
| 17    | Glyn Jones             | Vereinigtes Königreich |
| 18    | Thomaz Öberg           | Schweden               |
| 19    | Paul Cechmanek         | Luxemburg              |
| 20    | Flemming Søderquist    | Dänemark               |
| 21    | Rob Ouwerkerk          | Niederlande            |

### Damen
| Platz | Sportlerin          | Land                   |
| ----- | ------------------- | ---------------------- |
| 1     | Christine Errath    | DDR                    |
| 2     | Dianne de Leeuw     | Niederlande            |
| 3     | Anett Pötzsch       | DDR                    |
| 4     | Liana Drahová       | Tschechoslowakei       |
| 5     | Isabel de Navarre   | BR Deutschland         |
| 6     | Susanna Driano      | Italien                |
| 7     | Marion Weber        | DDR                    |
| 8     | Dagmar Lurz         | BR Deutschland         |
| 9     | Evi Köpfli          | Schweiz                |
| 10    | Karin Iten          | Schweiz                |
| 11    | Gerti Schanderl     | BR Deutschland         |
| 12    | Sonja Balun         | Österreich             |
| 13    | Hana Knapová        | Tschechoslowakei       |
| 14    | Ljudmila Bakonina   | Sowjetunion            |
| 15    | Michelle Haider     | Schweiz                |
| 16    | Grażyna Dudek       | Polen                  |
| 17    | Marie-Claude Bierre | Frankreich             |
| 18    | Yvonne Kavanagh     | Vereinigtes Königreich |
| 19    | Gail Keddie         | Vereinigtes Königreich |
| 20    | Sophie Verlaan      | Niederlande            |
| 21    | Liselotte Öberg     | Schweden               |
| 22    | Anne-Marie Verlaan  | Niederlande            |
| 23    | Sonja Stanek        | Österreich             |
| 24    | Susan Broman        | Finnland               |
| 25    | Helena Gazvoda      | Jugoslawien            |
| 26    | Bente Larsen        | Norwegen               |
| 27    | Carinne Henrotte    | Belgien                |

### Paare
| Platz | Sportler                                    | Land             |
| ----- | ------------------------------------------- | ---------------- |
| 1     | Irina Rodnina / Alexander Saizew            | Sowjetunion      |
| 2     | Romy Kermer / Rolf Oesterreich              | DDR              |
| 3     | Manuela Groß / Uwe Kagelmann                | DDR              |
| 4     | Marina Leonidowa / Wladimir Bogoljubow      | Sowjetunion      |
| 5     | Karin Künzle / Christian Künzle             | Schweiz          |
| 6     | Nadeschda Gorschkowa / Jewgeni Schewalowski | Sowjetunion      |
| 7     | Kerstin Stolfig / Veit Kempe                | DDR              |
| 8     | Corinna Halke / Eberhard Rausch             | BR Deutschland   |
| 9     | Grażyna Kostrzewińska / Adam Brodecki       | Polen            |
| 10    | Ursula Nemec / Michael Nemec                | Österreich       |
| 11    | Teresa Skrzek / Piotr Sczypa                | Polen            |
| 12    | Ingrid Spieglová / Alan Spiegl              | Tschechoslowakei |
| 13    | Petra Schneider / Bogdan Pulcer             | BR Deutschland   |
|       | Gabriele Arco / Nikolaus Stephan (Z)        | Österreich       |

### Eistanz
| Platz | Sportler                                 | Land                   |
| ----- | ---------------------------------------- | ---------------------- |
| 1     | Ljudmila Pachomowa / Alexander Gorschkow | Sowjetunion            |
| 2     | Hilary Green / Glyn Watts                | Vereinigtes Königreich |
| 3     | Natalja Linitschuk / Gennadi Karponossow | Sowjetunion            |
| 4     | Irina Moissejewa / Andrei Minenkow       | Sowjetunion            |
| 5     | Matilde Ciccia / Lamberto Ceserani       | Italien                |
| 6     | Krisztina Regőczy / András Sallay        | Ungarn                 |
| 7     | Janet Thompson / Warren Maxwell          | Vereinigtes Königreich |
| 8     | Teresa Weyna / Piotr Bojańczyk           | Polen                  |
| 9     | Kay Barsdell / Kenneth Foster            | Vereinigtes Königreich |
| 10    | Eva Peštová / Jiří Pokorný               | Tschechoslowakei       |
| 11    | Christina Henke / Udo Dönsdorf           | BR Deutschland         |
| 12    | Stefania Bertele / Walter Cecconi        | Italien                |
| 13    | Ewa Kolodziej / Tadeusz Góra             | Polen                  |
| 14    | Isabella Rizzi / Luigi Freroni           | Italien                |
| 15    | Gerda Bühler / Maxime Erlanger           | Schweiz                |
| 16    | Susi Handschmann / Peter Handschmann     | Österreich             |